# Kiglapait Mountains
De Kiglapait Mountains zijn een gebergte dat deel uitmaakt van het Canadees Schild. Het ligt aan de kust van het schiereiland Labrador in de Canadese provincie Newfoundland en Labrador.

## Toponymie
Het woord kiglapait komt uit het Inuktitut en betekent "hondentand".

## Geografie

### Situering
De Kiglapait Mountains liggen ongeveer vijftig kilometer ten noordoosten van de gemeente Nain, in het autonoom gebied Nunatsiavut in het noorden van de regio Labrador. Het gebergte ligt ten zuiden van de Torngat Mountains en de Kaumajet Mountains. Het bevindt zich voornamelijk op een schiereiland van het vasteland maar loopt in het zuiden ook uit tot op South Aulatsivik Island.

### Topografie
Het hoogste punt in de Kiglapait Mountains is Man O'War Peak met een hoogte van 1.050 meter. De Kiglapait Mountains hebben een quasicirculaire vorm en bedekken het noordelijke en oostelijke deel van het voormelde schiereiland. Ze zijn minder hoog dan zowel de Torngat als de Kaumajet Mountains maar worden echter gekenmerkt door zeer ruig terrein en talrijke pieken met hoge prominentie. In het gebergte bevinden zich geen gletsjers, maar gezien de breedtegraad en hoogte blijven sneeuwvelden een groot deel van het jaar bestaan.
De toppen van South Aulatsivik Island vormen een geïsoleerd gedeelte van de Kiglapait Mountains. Ze bereiken in het noorden van het eiland hun hoogtepunt in Mount Thoresby (917 m) en hebben direct uitzicht op de kust.